# تاریخچه نسخه‌های اندروید
تاریخچهٔ نسخه‌های سیستم عامل تلفن همراه اندروید با انتشار نسخه بتای این نرم‌افزار در ماه نوامبر سال ۲۰۰۷ شروع شد. نخستین نسخه بازرگانی این کنش‌سامانه (نسخه ۱٫۰) در سپتامبر ۲۰۰۸ بر روی یکی از گوشی‌های شرکت HTC منتشر شد. نسخه ۱٫۱ نیز در فوریه سال ۲۰۰۹ با نام پتی فور معرفی شد اما این نامگذاری کاملاً اتفاقی بود و به سامانه‌ی نامگذاری فعلی مربوط نمی‌شد. این سیستم عامل در حال حاضر زیر نظر شرکت گوگل و اتحادیه گوشی باز  در حال توسعه است.
در  سال 2021 اعلام شد که تا کنون بیش از 3 میلیارد دستگاه در سراسر دنیا از این سیستم عامل استفاده می‌کنند. آخرین نسخه اندروید که تاکنون منتشر شده نسخه اندروید 15 است.

## تاریخچه نسخه‌ها
از ماه آوریل سال ۲۰۰۹ و با انتشار نسخه ۱٫۵ هر نسخهٔ این سیستم عامل با نام یک شیرینی یا دسر نام‌گذاری می‌شد تا اینکه شرکت گوگل در سال ۲۰۱۹ تصمیم گرفت از این پس با اعداد و ارقام اسامی اندروید جدید را نامگذاری کند، این نام‌ها که از ترتیب حروف الفبای انگلیسی نیز پیروی می‌کنند به ترتیب زیر می‌باشند:
- Cupcake (کیک فنجانی)
- Donut (پیراشکی دونات)
- Eclair (نان خامه‌ای)
- Froyo (ماست بستنی یا ماست یخ زده)
- Gingerbread (نان زنجبیلی)
- Honeycomb (کندوی عسل)
- Ice Cream Sandwich (بستنی حصیری)
- Jelly Bean (آب‌نبات ژله‌ای)
- KitKat (شکلات کیت‌کت)
- Lollipop (آبنبات چوبی)
- Marshmallow (مارشمالو)
- Nougat (شیرینی نوقا)
- Oreo (بیسکوئیت اوریو)
- Pie (پای)
- Q (کیو)
- R (آر)
- S (اس)
- Tiramisu (تیرامیسو)
- Upside Down Cake (کیک وارونه)
- V (وی)
- W (دبلیو)

### اندروید ۱٫۰
اندروید نسخه ۱٫۰ یا آلفا، نخستین نسخه اندروید که به صورت تجاری در تاریخ ۲۳ سپتامبر ۲۰۰۸ بر روی تلفن همراه شرکت اچ تی سی (HTC Dream (G۱ معرفی شد.

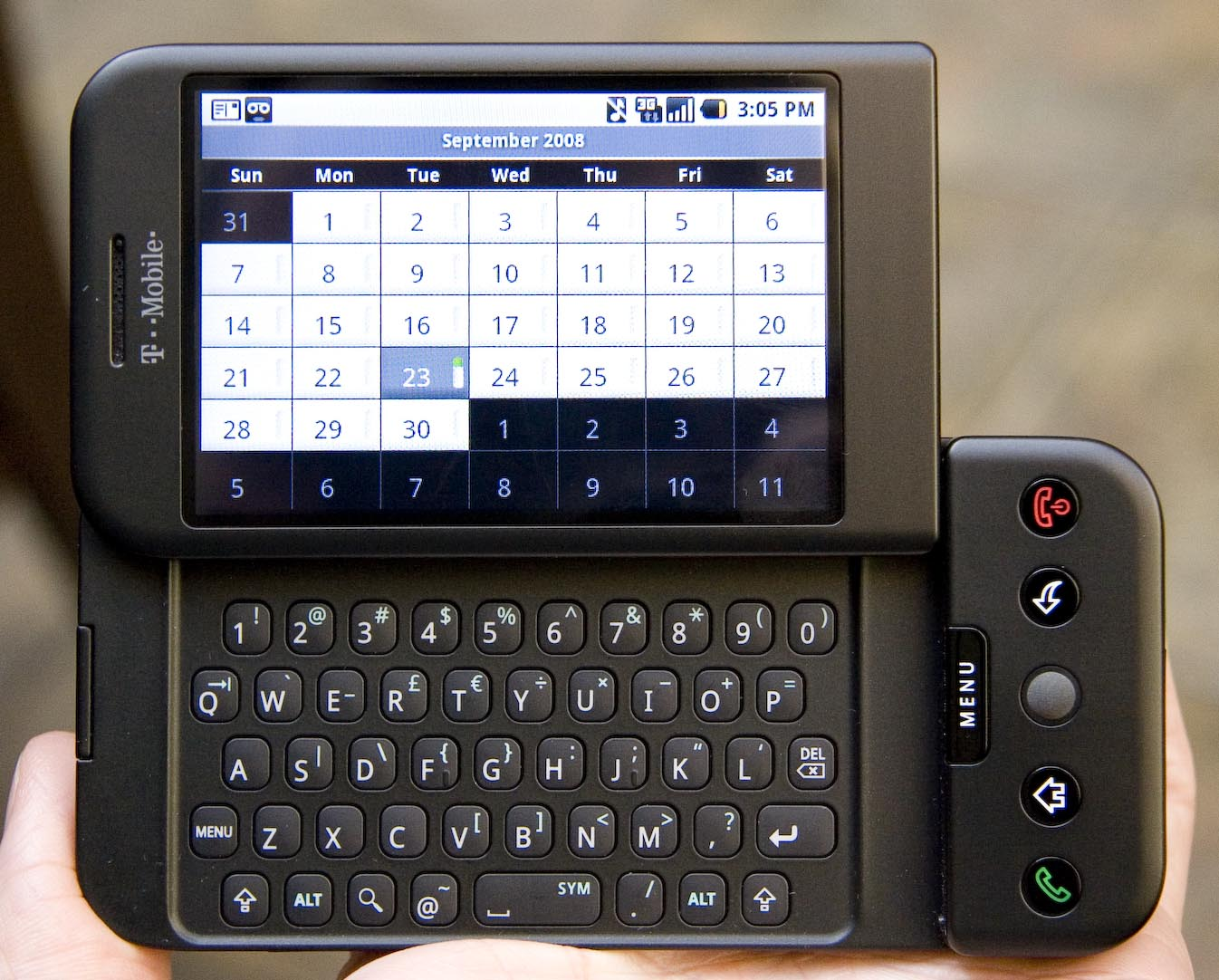
تلفن همراه شرکت اچ تی سی (HTC Dream (G1 با اندروید نسخهٔ ۱٫۰

قابلیت‌های اندروید نسخه‌های ۱٫۰ شامل:
- برنامه بازار اندروید (Android Market) جهت نصب و بروز رسانی برنامه‌ها از طریق اینترنت.
- مرورگر وب با قابلیت نمایش کامل صفحه‌های اینترنتی با پسوند (HTML٫XHTML) و بزرگنمایی محتوای صفحه[۲][۳]
- پشتیبانی از دوربین البته این نسخه از اندروید فاقد قابلیت تغییر رزولوشن تصویر یا تغییر سفیدی یا رنگ تصویر بود.[۴]
- هماهنگ سازی حساب جی میل با برنامه جی میل اندروید از طریق اینترنت.
- هماهنگ سازی حساب جی میل با برنامه(People app)اندروید از طریق اینترنت.
- هماهنگ سازی حساب جی میل با تقویم اندروید از طریق اینترنت.
- برنامه گوگل مپس یا نقشه‌های گوگل برای مشاهده نقشه‌ها و تصاویر ماهواره‌ای از خیابان‌ها و گذرگاه‌ها و همچنین پیدا کردن کسب و کار محلی و جهت‌یابی در هنگام رانندگی با استفاده از جی پی اس[۴]
- قابلیت جستجوی گوگل که به کاربر امکان جستجو در اینترنت و برنامه‌های تلفن همراه یا در میان لیست مخاطبین و تقویم را می‌دهد.
- قابلیت گوگل تالک (Google Talk) جهت پیام فوری از طریق اینترنت.
- پشتیبانی از پیامک متنی (SMS) و پیامک تصویری (MMS)
- مدیا پلیر با قابلیت پخش فایل‌های رسانه‌ای (media files). البته این نسخه فاقد پشتیبانی از اجرای فیلم و بلوتوث استریو بود.
- برنامه یوتیوب (YouTube) جهت تماشای فیلم‌های این سایت از طریق اینترنت.
- اعلام اطلاعیه های(Notifications) نوار وضعیت از طریق زنگ قابل انتخاب یا ال ای دی (LED) و لرزاننده (vibration) تلفن همراه.
- وجود برنامه‌هایی مانند: زنگ هشدار(Alarm Clock)، تقویم، برنامه تماس گیر (Dialer)، لانچر صفحه خانگی(Home screen (launcher، گالری عکس Pictures (Gallery)و تنظیمات
- پشتیبانی از اتصالات بی‌سیم، وای-فای و بلوتوث

### اندروید ۱٫۱

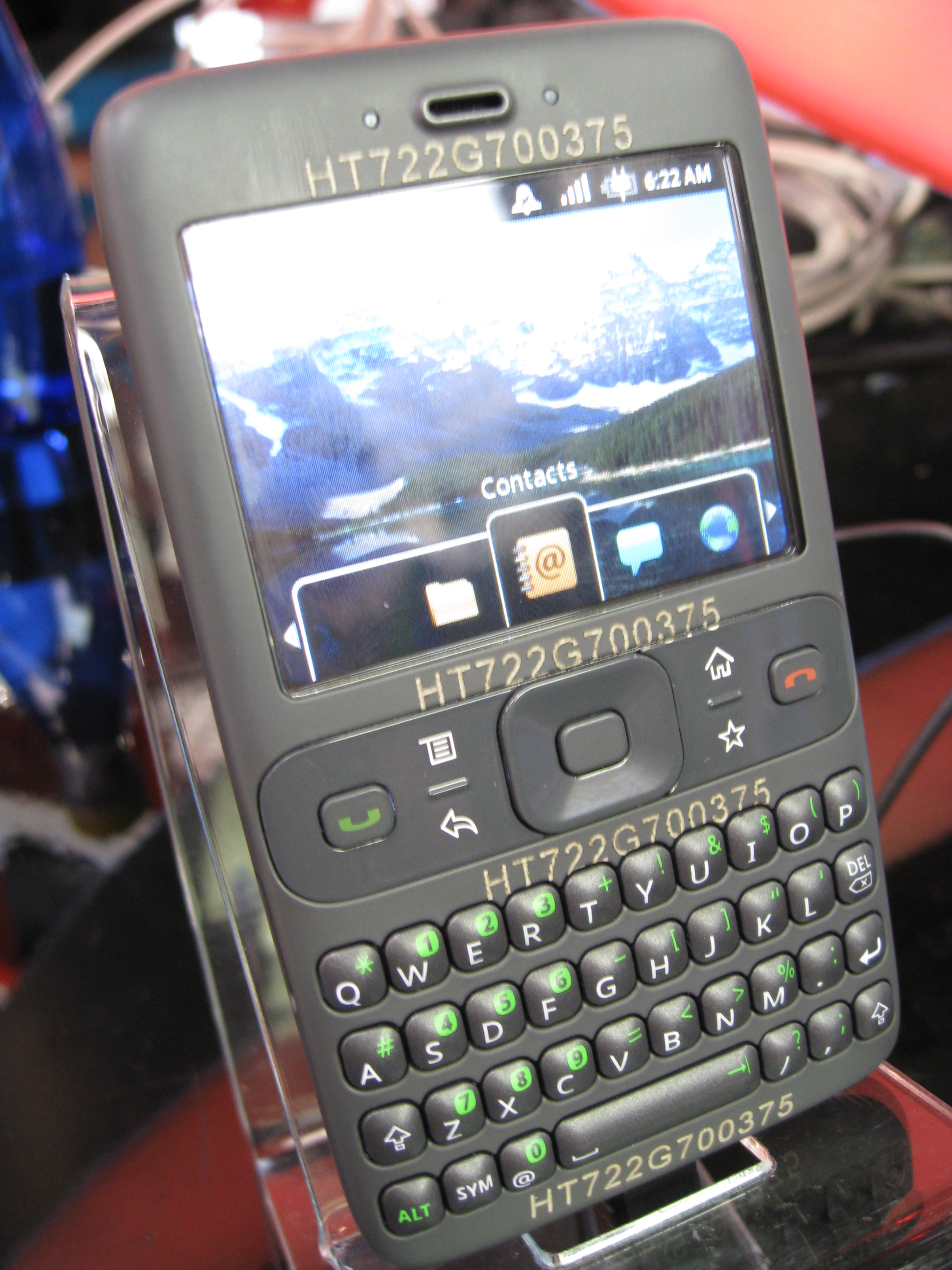
نمایی از نسخهٔ ۱٫۱

در تاریخ ۹ فوریه ۲۰۰۹ اندروید ۱٫۰ به ۱٫۱ یا بتا بروزرسانی شد.

### اندروید ۱٫۵

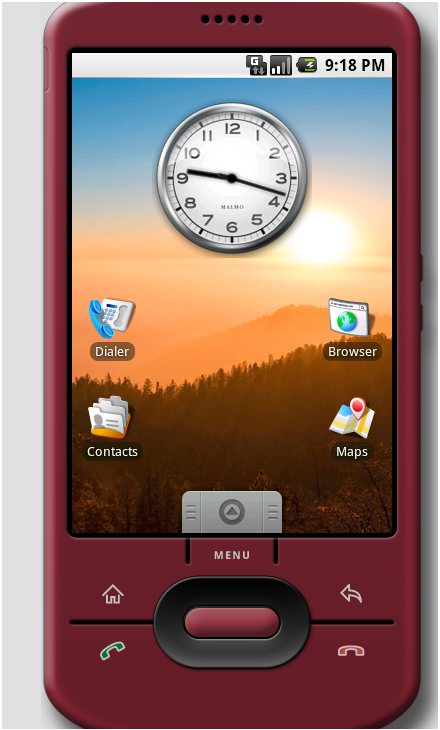
صفحه خانگی اندروید نسخهٔ ۱٫۵

نسخه ۱٫۵ اندروید یا کیک فنجانی در ۳۰ آوریل ۲۰۰۹ منتشر شد. این نسخه اندروید مبتنی بر کرنل لینوکس ۲٫۶٫۲۷ بود. از جمله قابلیت‌هایی که در این ویرایش گنجانده شده بود شامل:
- امکان ضبط فیلم از طریق دوربین فیلمبرداری
- فرستادن فیلم به سایت یوتوب Youtube و عکس به سایت پیکاسا Picasa به صورت مستقیم از روی گوشی
- صفحه کلید مجازی با قابلیت پیش‌بینی کلمات وارد شده
- پشتیبانی از پخش استریوی موسیقی از طریق بلوتوث (A2DP) و کنترل پخش موسیقی یا ویدیو از طریق بلوتوث (AVRCP).
- قابلیت اتصال اتوماتیک به دستگاه‌های بلوتوث
- امکان شخصی‌سازی صفحه اصلی با استفاده از ویجت‌ها یا پرونده‌های شخصی
- جابجایی انیمیشنی تصاویر به هنگام عوض شدن صفحات

### اندروید ۱٫۶

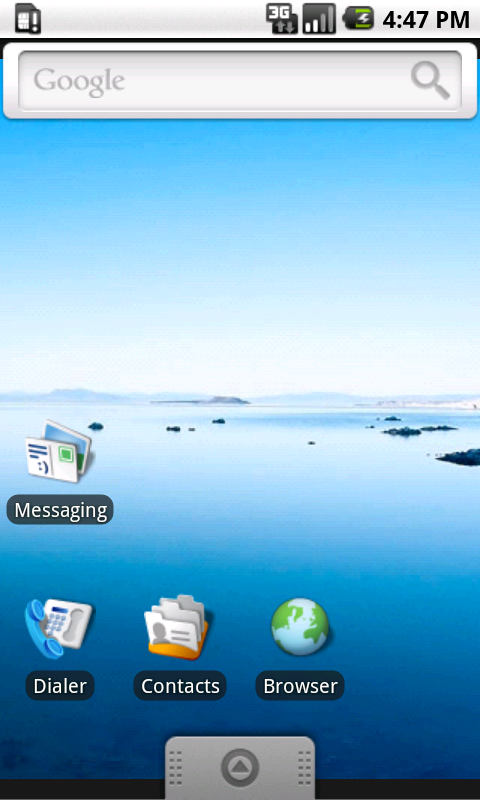
نمایی از نسخهٔ ۱٫۶

در ۱۵ سپتامبر ۲۰۰۹ اندروید نسخه ۱٫۶ یا دونات منتشر شد. این نسخه اندروید مبتنی بر کرنل لینوکس نسخه ۲٫۶٫۲۹ بود و قابلیت‌های زیر را به اندروید افزود:
- بهبود در سرویس اندروید مارکت
- رابط کاربری یکپارچه برای دوربین عکسبرداری، دوربین فیلمبرداری و گالری تصاویر
- امکان انتخاب چند عکس برای پاک کردن در منوی گالری
- به‌روزرسانی ویژگی جستجوی صوتی
- به‌روزرسانی ویژگی جستجو با قابلیت جستجو در موارد نشانه‌گذاری شده (Bookmarks)، تاریخچه (History)، اسامی (Contacts) و وب از صفحه اصلی (Home Screen)
- پشتیبانی از تکنولوژی‌های به‌روز شده CDMA/EVDO, 802.1x, VPN و موتور Text to speech
- پشتیبانی از رزولوشن WVGA برای صفحه نمایش
- افزوده شدن قابلیت‌های حرکتی در سیستم عامل و ابزار برنامه‌نویسی برای برنامه‌نویسان

### اندروید ۲ و ۲٫۱

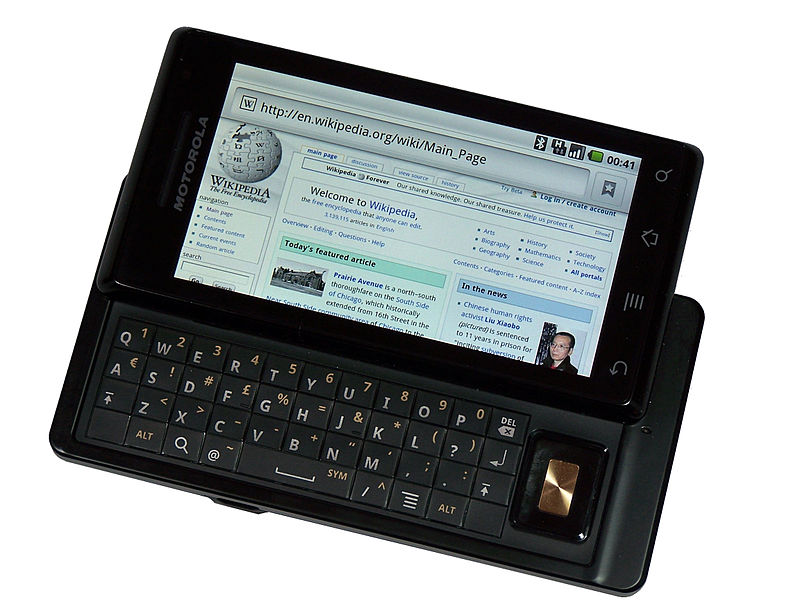
Motorola-milestone، معرف اندروید نسخهٔ ۲٫۰ است.

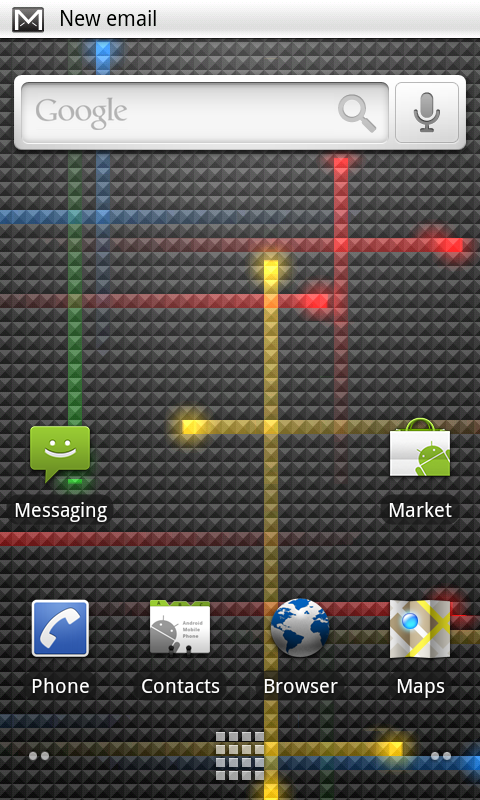
نمایی از نسخهٔ ۲٫۱

هر دو نسخه ۲ و ۲٫۱ اندروید یا نان خامه‌ای مانند نسخه ۱٫۶ مبتنی بر کرنل لینوکس ۲٫۶٫۲۹ طراحی شده‌اند. اندروید ویرایش ۲ در ۲۶ اکتبر ۲۰۰۹ معرفی شد. در سوم دسامبر ۲۰۰۹ SDK نسخه ۲٫۰٫۱ معرفی شد و SDK ویرایش ۲٫۱ در ۱۲ ژانویه ۲۰۱۰ منتشر گردید. اهم امکانات اضافه شده در این نسخه به شرح زیر هستند:
- سرعت سخت‌افزاریِ بهبود یافته
- ویژگی چند لمسی Multi Touch
- پشتیبانی از رزولوشن‌های بیشتر برای صفحه نمایش
- رابط کاربری به‌روزرسانی شده
- مرورگر اینترنتی با قابلیت پشتیبانی از HTML5
- دفترچه تلفن به‌روزرسانی شده
- گوگل مپ نسخه ۳٫۱٫۲
- پشتیبانی از Microsoft Exchange
- افزوده شدن امکان فلاش داخلی برای دوربین
- افزوده شدن بزرگنمایی دیجیتال دوربین
- به‌روزرسانی صفحه کلید مجازی
- پشتیبانی از بلوتوث نسخه ۱/۲
- اضافه شدن قابلیت کاغذ دیواری‌های متحرک
- اضافه شدن امکان ارسال فایل با استفاده از بلوتوث

### اندروید ۲٫۲

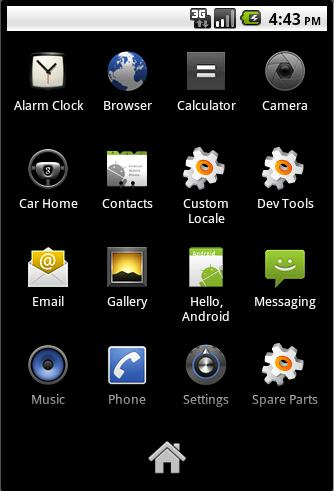
نمایی از نسخهٔ ۲٫۲

اندروید نسخه ۲٫۲ یا ماست بستنی در ۲۰ مه ۲۰۱۰ معرفی شد. این ویرایش اندروید مبتنی بر کرنل لینوکس نسخه ۲٫۶٫۳۲ است و قابلیت‌های زیر به آن اضافه شده‌است:
- افزایش سرعت سیستم عامل، حافظه و عملکرد سیستم بین ۲ تا ۵ برابر نسخه ۲
- افزایش سرعت اجرای برنامه‌های کاربردی با استفاده از تکنیک‌های JIT
- اضافه شدن موتور جاوا اسکریپت V۸ کروم به مرورگر اینترنتی
- افزایش پشتیبانی از Microsoft Exchange با قابلیت‌هایی چون سیاست حریم شخصی به‌روز شده، همسان‌سازی تقویم و …)
- اندروید مارکت به‌روز شده با قابلیت به‌روزرسانی خودکار برنامه‌های کاربردی
- شماره‌گیری صوتی و انتقال دفترچه تلفن از طریق بلوتوث
- امکان نصب برنامه‌های کاربردی بر روی حافظه‌های جانبی
- پشتیبانی از فلش نسخه ۱/۱۰ • بهبود عملکرد دوربین در حالت‌های عکس و فیلمبرداری

### اندروید ۲٫۳

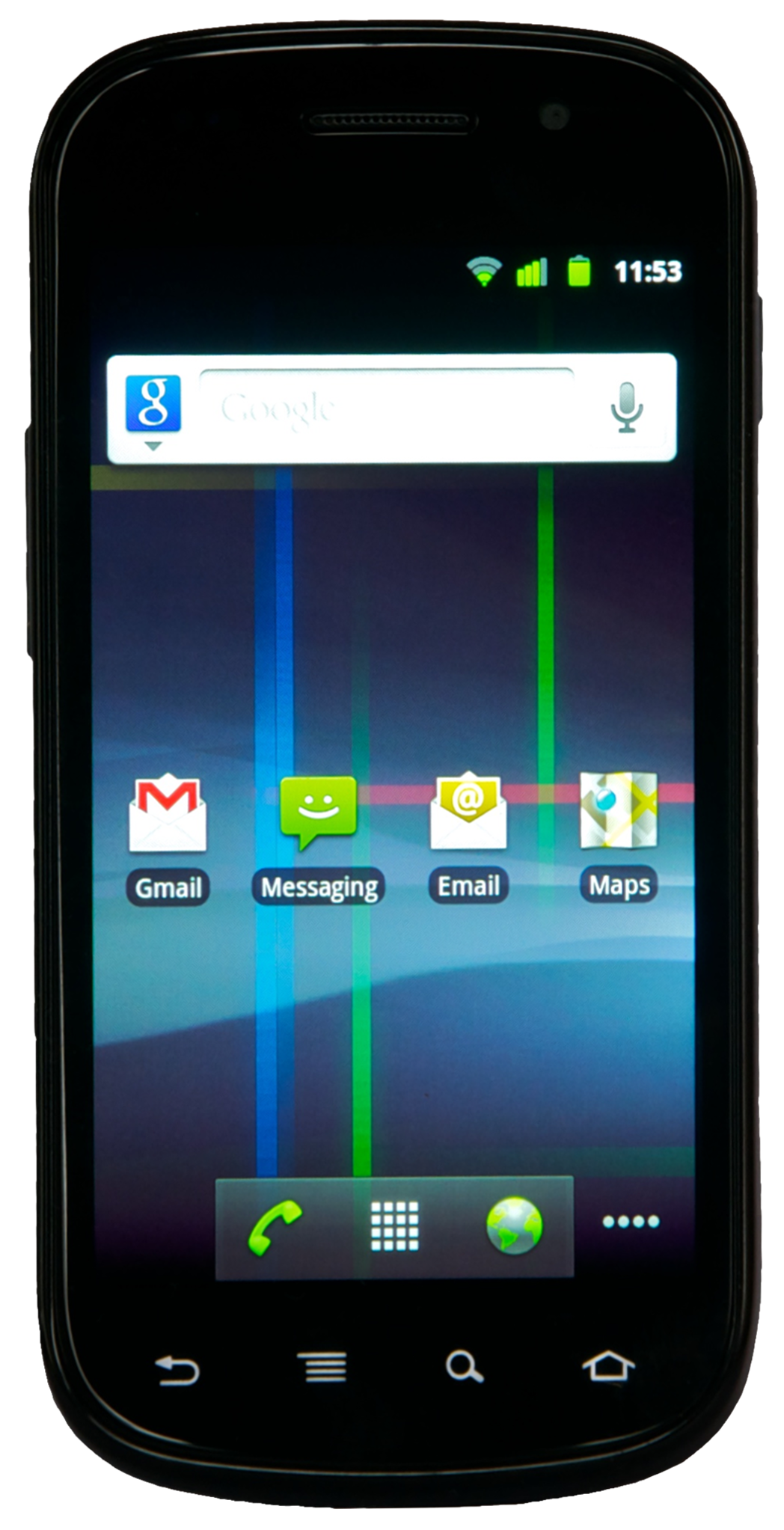
گوگل نکسوس، معرف اندروید نسخهٔ ۲٫۳ است.

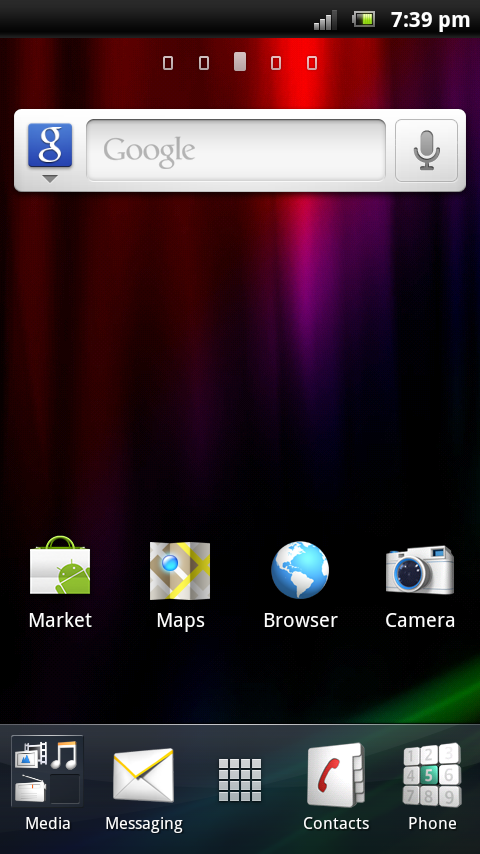
نمایی از نسخهٔ ۲٫۳

اندروید نسخه ۲٫۳ یا نان زنجفیلی در ۶ دسامبر ۲۰۱۰ معرفی شد. این ویرایش اندروید مبتنی بر کرنل لینوکس نسخه ۲٫۶٫۳۵ است. امکانات اضافه شده در این نسخه به شرح زیر هستند:
- بهینه‌سازی و تغییر در طراحی رابط کاربری به همراه ساده‌تر و سریعتر کردن آن.
- پشتیبانی از صفحه نمایش بزرگتر و رزولوشن بیشتر (WXGA و بیشتر)[۵]
- پشتیبانی از تماس اینترنتی یا تماس‌های VoIP
- افزودن قابلیت ان‌اف سی(NFC) یا همان ارتباط حوزه نزدیک.

(ان‌اف سی (NFC) گونه‌ای وسیله ارتباطی بی‌سیم بین دو دستگاه که در مجاورت همدیگر قرار دارند هست که معمولاً این فاصله حداکثر چند سانتی‌متر است. از موارد استفاده آن می‌توان به پرداخت پول از طریق گوشی‌های هوشمند اشاره کرد)

### اندروید ۳، ۳٫۱ و ۳٫۲

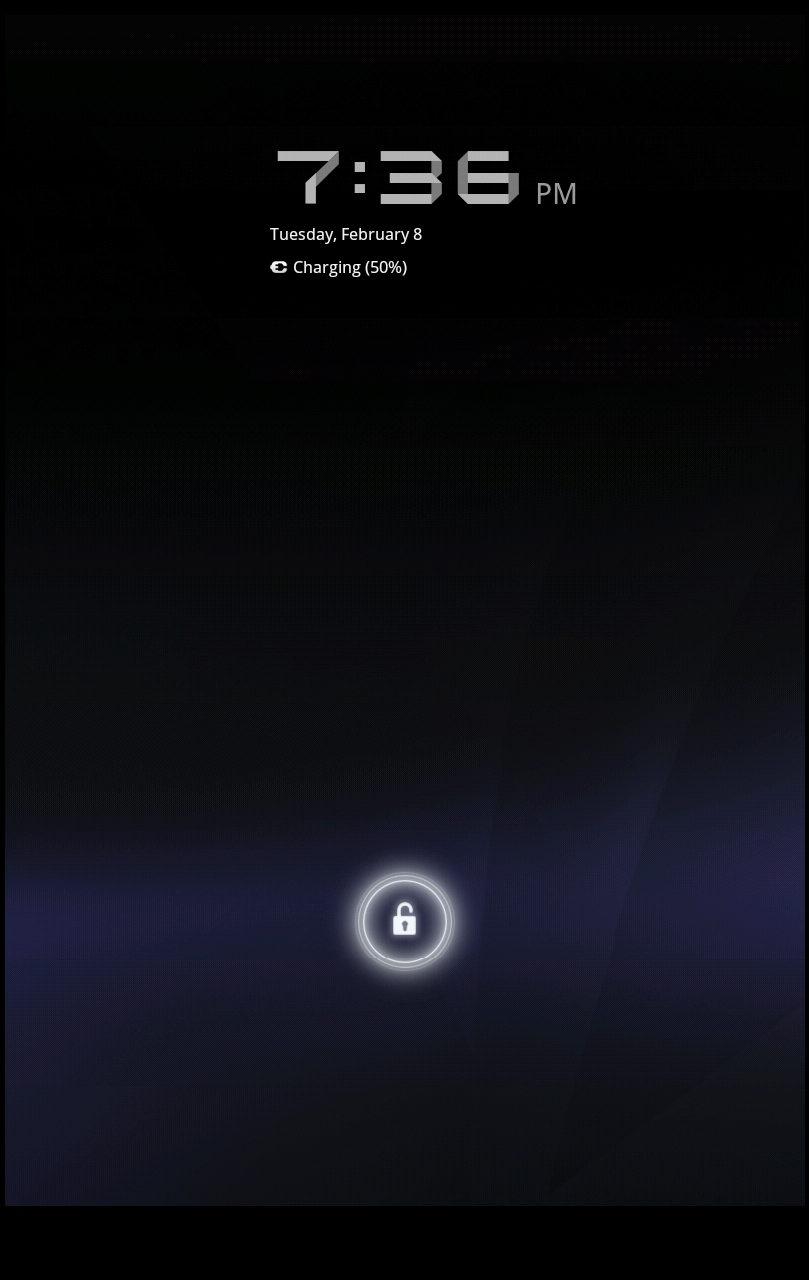
نمایی از نسخهٔ ۳٫۰

اندروید نسخه ۳ و ۳٫۱ و ۳٫۲ یا کندوی عسل که مخصوص تبلت‌ها می‌باشد در فوریه ۲۰۱۱ (نسخه ۳)، مه ۲۰۱۱ (نسخه ۳٫۱)، ژوئیه ۲۰۱۱(نسخه ۳٫۲) معرفی شد.

### اندروید ۴

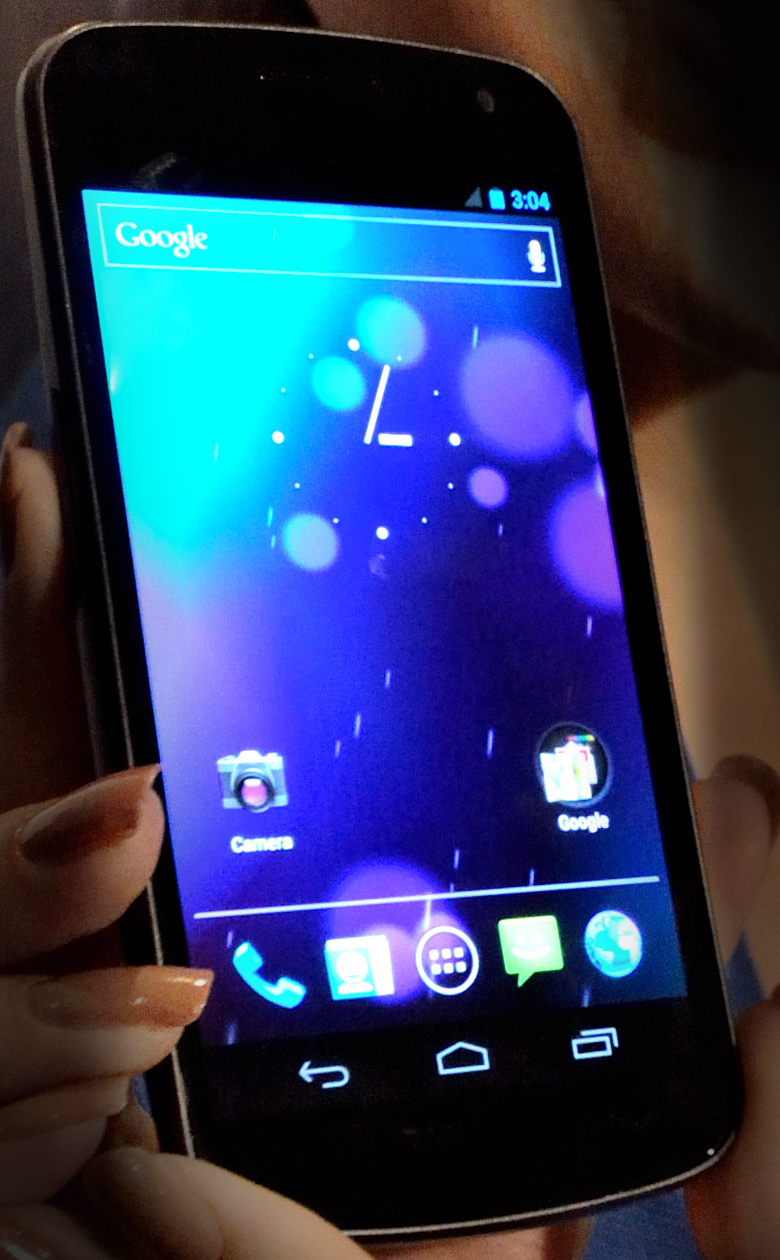
گلکسی نکسوس، محصول مشترک حاصل از همکاری گوگل و سامسونگ که دارای اندروید نسخهٔ ۴٬۰ است.

اندروید نسخه ۴٫۰ یا بستنی حصیری در ۱۹ اکتبر ۲۰۱۱ معرفی شد و آن را روی تلفن همراه گلکسی نکسوس معرفی کرد. در این نسخه تغییرات عمده‌ای در این سیستم عامل نسبت به نسخه‌های پیشین به‌وجود آمد. رابط کاربری به‌طور کلی بازنویسی و دگرگون شد و همه چیز از نو بهینه‌سازی شده‌است. ضمن این‌که امکانات جدید زیادی به اندروید چهارم اضافه شد. قابلیت‌های تازه و تغییرات شامل:
- امکان استفاده از دکمه‌های مجازی در رابط کاربری به جای استفاده از دکمه‌های فیزیکی در پایین گوشی.
- قرار دادن ویجت‌ها در تب‌هایی مشابه با لیست نرم‌افزارهای کاربردی.
- پوشه‌ها راحت‌تر و با کشیدن و انداختن ساخته می‌شوند. (شبیه به سیستم‌عامل آی‌اواس)
- نرم‌افزار جدید برای تلفن
- امکان زوم در تقویم
- اضافه کردن امکان جستجوی افلاین در میان ای‌میل‌ها در جیمیل و دو خطی کردن پیش‌نمایش ای‌میل‌ها.
- امکان گرفتن نماگرفت با نگه داشتن دکمه Power و دکمه صدا.
- بهبود سیستم غلط‌یابی کیبرد.
- از صفحه اصلی گوشی مستقیماً می‌توان به نرم‌افزارهای کاربردی دسترسی داشت.
- بهبود کپی و پیست کردن.
- بهبود سیستم تشخیص صدا.
- خارج کردن سیستم از حالت قفل با سیستم تشخیص چهره.
- پشتیبانی مرورگر جدید از تب که می‌تواند تا ۱۶ تب همزمان را پیشتیبانی کند.
- به روز بوکمارک‌های مرورگر با بوکمارک‌های کروم.
- سیستم فونت جدید که گوگل نام آن را «روبوتو» گذاشته‌است.
- امکانات نظارت و مدیریت بر میزان مصرف دیتا و مشخص کردن سقف مصرف دیتا.
- امکان توقف برنامه‌هایی که در پس زمینه از اینترنت استفاده کردند.
- بهبود نرم‌افزار کاربردی دوربین، رساندن تأخیر شاتر به صفر و امکان بزرگنمایی هنگام فیلمبرداری
- نرم‌افزار کاربردی ویرایش عکس.
- گالری مدیریت تصاویری جدید بر اساس موقعیت و افراد.
- برنامه شبکه‌های اجتماعی به نام People ادغام شده با گوگل پلاس.
- اندروید Beam: امکانی که با کمک NFC اجازه می‌دهد اطلاعاتی مانند وب سایت‌ها، دفترچه تماس، آدرس، فیلم و… را سریعاً به فرد دیگری انتقال داد.

### اندروید ۴٫۱

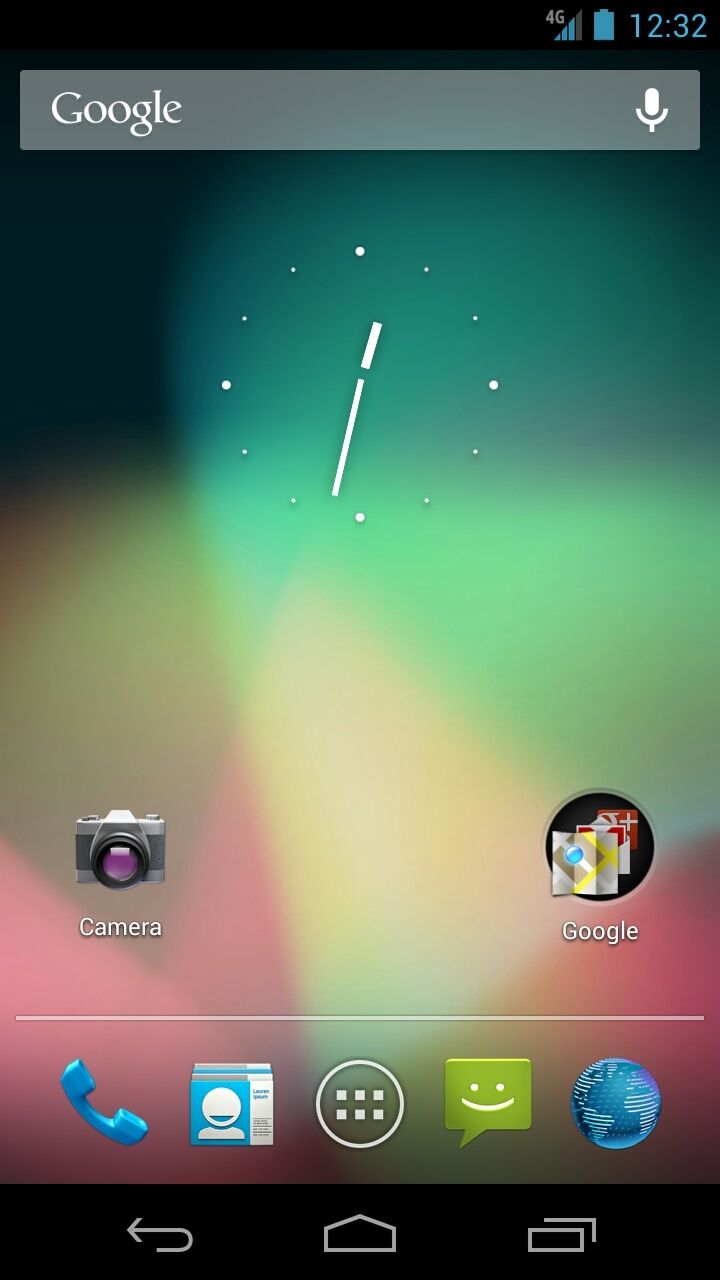
نمایی از نسخهٔ ۴٫۱

اندروید نسخه ۴٫۱ یا آب‌نبات ژله‌ای در ۲۷ ژوئن ۲۰۱۲ در کنفرانس سالانه Google I/O معرفی شد. این نسخه که بر پایه هسته لینوکس ۳٫۰٫۳۱ بود با هدف افزایش کارایی و بهبود عملکرد رابط کاربری انتشار یافت. این نسخه در تاریخ ۹ ژوئیه ۲۰۱۲ بر روی سرورهای پروژه متن باز اندروید قرار گرفت. تبلت Nexus ۷ به عنوان نخستین دستگاه مجهز به این نسخه در تاریخ ۱۳ ژوئیه ۲۰۱۲ منتشر شد.
اندروید نسخه ۴٫۲ یا آب‌نبات ژله‌ای
اندروید نسخه ۴٫۲ یا آب‌نبات ژله‌ای قرار بود در تاریخ ۲۹ اکتبر ۲۰۱۲ توسط شرکت گوگل در مراسمی در شهر نیویورک معرفی شود اما این مراسم به دلیل وقوع توفان سندی منتفی شد. گوگل این مراسم زنده را تمدید نکرد و معرفی این نسخه از اندروید را در اخبار تحت عنوان «طعم جدیدی از آب‌نبات ژله‌ای» انجام داد. نخستین دستگاه‌هایی که از این نسخه استفاده کردند، گوشی Nexus ۴ شرکت ال‌جی و تبلت Nexus ۱۰ شرکت سامسونگ بودند که در تاریخ ۱۳ نوامبر ۲۰۱۲ وارد بازار شدند.

### اندروید ۴٫۴

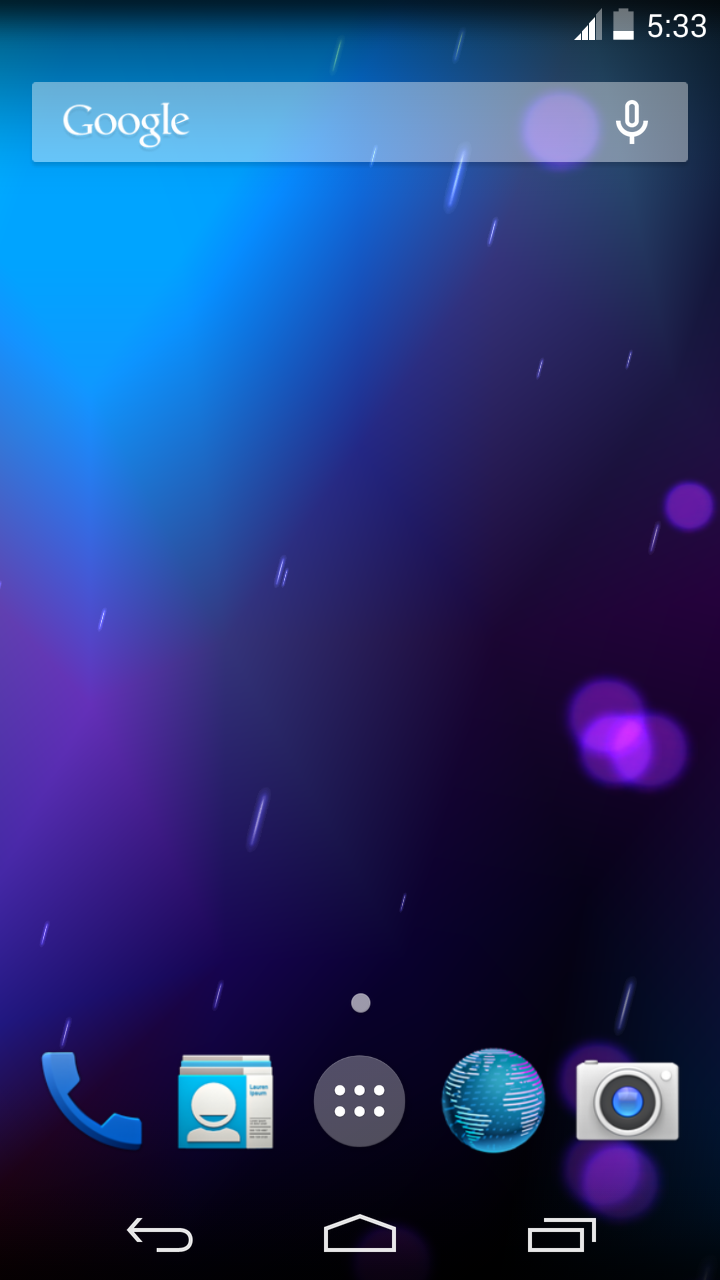
نمایی از نسخهٔ ۴٫۴

اندروید نسخه ۴٫۴ یا کیت کت در تاریخ ۳ سپتامبر ۲۰۱۳ برای نخستین بار معرفی شد.
نستله، صاحب برند شکلات کیت‌کت (به انگلیسی: KitKat) در مقابل استفادهٔ اندروید از این نام برای نامگذاری اندروید ۴٫۴ که نوعی تبلیغ رایگان شکلات‌های آن به‌شمار می‌رود، برای گوگل و محصولات سری نکسوس، بر روی بسته‌بندی‌های خود تبلیغ کرد تا به این صورت یک بازی برد-برد برای هر دو شرکت شکل گرفته باشد و در حوزه‌های نفوذ یکدیگر تبلیغ کرده باشند.
به گفته شرکت گوگل، صاحب‌امتیاز سیستم عامل اندروید، بیش از ۵۰ میلیون شکلات مخصوص در بازارهای آمریکا، انگلستان، کانادا و خاورمیانه منتشر شد. با خرید این شکلات‌ها می‌توانستند در قرعه کشی گوگل شرکت کنند. از جمله جوایز این قرعه‌کشی تبلت نکسوس ۷ بوده‌است.
شرکت نستله نیز شکلات‌هایی با ظاهر اندروید منتشر کرد. تبلیغ این شکلات‌ها از زمان معرفی بر روی سایت نستله موجود بوده‌است. ویژگی‌های اندروید ۴٫۴ به شرح زیر است:
- انتخاب پیشرفته فایل‌ها با دسترسی به کل حافظه
- انتخاب ساده‌تر لانچر و اپلیکیشن پیامک پیشفرض
- آلارم و هشدار پیشرفته
- ویجت‌های صفحه قفل را فعال یا غیرفعال کنید.
- مشاهده وضعیت پشتیبانی از امکان تبدیل متن به صحبت در زبان پیشفرض
- مدیریت مصرف داده موبایل
- ویژگی تکمیل خودکار شماره در dial pad همیشه فعال است.
- process stats
- art runtime جدید

### اندروید ۵
اندروید آبنبات چوبی یا اندروید لالیپاپ (به انگلیسی: Android Lollipop)، (به معنای آبنبات‌چوبی) یا اندروید ۵ یا اندروید L یکی از نسخه‌های سیستم عامل اندروید است که توسط گوگل در ۱۵ اکتبر ۲۰۱۴ ارائه گردید. اندروید L که مخفف این نسخه از اندروید می‌باشد و براساس گفته رئیس بخش اندروید گوگل سوندار پیچای بزرگ‌ترین به‌روزرسانی در اندروید است.
این نسخه نخستین بار با عنوان اندروید L در کنفرانس توسعه دهندگان Google I/O در ۲۵ ژوئن ۲۰۱۴ رونمایی شد. در این کنفرانس، در کنار این اندروید، به بسیاری از پلتفورم‌ها و فناوری‌های مربوط به اندروید پرداخته شد. مواردی مانند، تلویزیون اندروید، پلتفورم درون ماشین اندروید، پوشاک اندروید، نمونه‌ای از این دستاوردها می‌باشد.
این نسخه از اندروید شامل طیف گسترده‌ای از تغییرات در این سیستم عامل می‌باشد که می‌توان به برخی از آن‌ها اشاره کرد:
- جایگزینی کامل رانتایم آرت با رانتایم دالویک
- استفاده از طراحی متریال در تمامی بخش‌های سیستم عامل.
- انیمیشن‌های جدید
- بازی تخم مرغ شانسی
- پیش‌بینی زمان اتمام شارژ باتری
- chromecast درون اندروید (نمایش فیلم و عکس گوشی روی صفحه تلویزیون)
- بهبود screen pinning (مربوط به قفل گوشی برای استفاده تنها از یک اپلیکیشن)
- عدم قطع بازی برای پاسخ دادن به تماس و…
- جستجوی صوتی گوگل
- معکوس کردن رنگ‌بندی صفحه نمایش
- افزایش رزولوشن متون گوشی
- اضافه شدن نشانگر فضای استفاده شده در گوشی
- قابلیت علامت گذاری اپلیکیشن‌ها
- تغییرات جدید در رابطه کاربری قفل گوشی
- نمایش نام شهر برای شماره تماس گیرنده
- استفاده از اندروید در اتومبیل با ویژگی اندروید اوتو
- پشتیبانی از انتقال صوت با usb
- پشتیبانی از بلوتوث ۴٫۱(بهبود مصرف باتری، بهبود اتصال، عدم تداخل با سیگنال 4G، بهبود ارتباط با دستگاه‌های بلوتوثی مثل هندزفری)
- امکانات جدید برای دوربین
- استفاده از ساعت هوشمند به جای رمز عبور
- پشتیبانی از دو سیم کارت به صورت پیشفرض
- تغییر صدا
- یک راه تازه برای اتصال به وای فای و بلوتوث
- بهبود حالت اولویت
- جستجو در تنظیمات
- دسترسی بهتر به سوییچ‌های مهم
- سوییچ بهتر برای چراغ قوه
- اعلان‌های اسپم را محدود کنید
- دسترسی بهتر به مدیریت ترافیک اینترنت
- محدود کردن ارتباطات دستگاه برای میهمان
- اعلان‌های حساس را پنهان کنید
- ریبوت اپلیکیشن‌های پس زمینه را از بین نمی‌برد
- تصحیح رنگ خودکار
- اضافه شدن قابلیتی به نام قفل FRP(factory reset protection)

مسلماً یکی از بزرگترین تغییرات اندروید آب‌نبات چوبی در ظاهر آن صورت می‌باشد. زبان طراحی متریال پیش از این آهسته آهسته بر روی نرم‌افزارهای کاربردی گوگلی مانند گوگل پلی استور، کروم دیده شد و حالا ظاهر کلی اندروید را تغییر داد. پویانمایی‌های جدید، صفحه جدید مالتی‌تسکینگ و کشوی اعلان‌های متفاوت از جمله تغییرات ظاهری اندروید آب‌نبات چوبی هستند.
اندروید آب‌نبات چوبی همچنین از پردازنده‌های ۶۴ بیتی نیز پشتیبانی می‌کند و به لطف پروژه ولتا انرژی کمتری را نیز از باتری طلب می‌کند. علاوه بر این‌ها گوگل بیش از ۵۰۰۰ بسته API برای توسعه‌دهندگان منتشر کرده‌است و گفته‌است در اندروید ۵ تصاویر، آهنگ‌ها، نرم‌افزارهای کاربردی و جستجوها به شکل بهتری بر روی تمامی دستگاه‌های اندرویدی شما همگام‌سازی شده‌است.
از جمله تغییرات دیگر نسخه اندروید آب‌نبات چوبی می‌توان به حالت ذخیره انرژی، چندکاربره، حالت میهمان و ایمن کردن و قفل کردن گوشی با اتصالات بلوتوث اشاره کرد. اندروید آب‌نبات چوبی از زمان اندروید ۴ بزرگترین تغییر ظاهری را به چشم دیده و قصد داشت ظاهر نرم‌افزارهای کاربردی دیگر را نیز تغییر دهد.
همچنین این نسخه از اندروید دارای قابلیتی به نام قفل
FRP(factory reset protection) می‌باشد که برای جلوگیری از سرقت و برای امنیت بیشتر گوشی سرقتی می‌باشد ولی متأسفانه با روش‌های خاصی این قفل باز می‌شود. گوگل هم بیکار ننشست و با استفاده از آپدیت بسته‌های امنیتی اندروید و بروزرسانی نسخه‌های اندروید امنیت باز کردن قفل FRP را بالا برد.
نکسوس ۴ و نکسوس ۷ مدل ۲۰۱۲ از این آپدیت بی‌بهره ماندند اما نکسوس‌های پس از آن و همچنین گوشی‌های Google Play Edition در هفته‌های پس از ارائه نسخه اندروید آب‌نبات چوبی این آپدیت حیاتی را زودتر از سایرین دریافت کرده‌اند.

### اندروید ۶
اندروید مارشمالو (به انگلیسی: Android Marshmallow) یا اندروید ۶ نسخه‌ای از سیستم عامل اندروید است که در سپتامبر ۲۰۱۵ توسط گوگل معرفی شد. در این نسخه گوگل به سوی هوشمندسازی بیشتر سیستم عامل حرکت کرده‌است که از خصوصیات بارز این سیستم عامل می‌توان به موارد زیر اشاره کرد:
- هوشمندتر کردن محیط اندروید و نرم‌افزار google now به کمک ویژگی Now on Tap
- عمر بیشتر باتری در حالت آماده به‌کار (standby) به کمک الگوریتم Doze
- پشتیبانی از قلم بلوتوث
- مدیریت مجوز اپلیکیشن‌ها
- جستجوی صوتی از صفحه نمایش قفل شده
- paste و cut بهینه شده
- بازبین بوت (وقتی گوشیتان روشن شود هشدار می‌دهد که نسخه اصلی است یا خیر)
- کنترل دسترسی‌های برنامه‌ها
- کنترل اجازه پیشرفته (به برنامه‌هایی که دارید نصب می‌کنید یا نصب کرده‌اید در آن به اجازه کاربر احتیاج دارد)
- جستجوی فایل‌ها
- پشتیبانی از پرینت دو رو
- هات اسپات ۲٫۰
- BLE که مربوط به بلوتوث کم مصرف است
- مود رفع مزاحمت ساده
- اتصال برنامه‌ها یا App Links
- تنظیمات ساده
- تهیه نسخه پشتیبان به صورت خودکار
- لانچر از نو شده Google now
- حافظه داخلی منعطف
- زبان‌های جدید
- اشتراک مستقیم یا Direct share
- پشتیبانی از فرکانس ۵ گیگاهرتزی
- استفاده از دو برنامه همزمان
- پاسخ سریع در قسمت نوتفیکشن‌ها
- انتقال سریع بین دو برنامه اخیراً استفاده شده
- ترجمه سریع
- DND هوشمند
- کنترل حجم صدای آسان
- پشتیبانی از چند اکانت یا حساب کاربری
- تنظیمات اضافه همانند تهیه نسخه پشتیبانی و بازیابی
- ارتقای متن
- به روزرسانی راحت‌تر برنامه‌ها
- پشتیبانی از USB نوع c
- استفاده از سنسور تشخیص اثر انگشت درون خود سیستم عامل[۱۲]
- قابلیت اتصال به اپل از طریق بلوتوث بدون محدودیت نیز به این نسخه از اندروید اضافه شده‌است.

### اندروید ۷

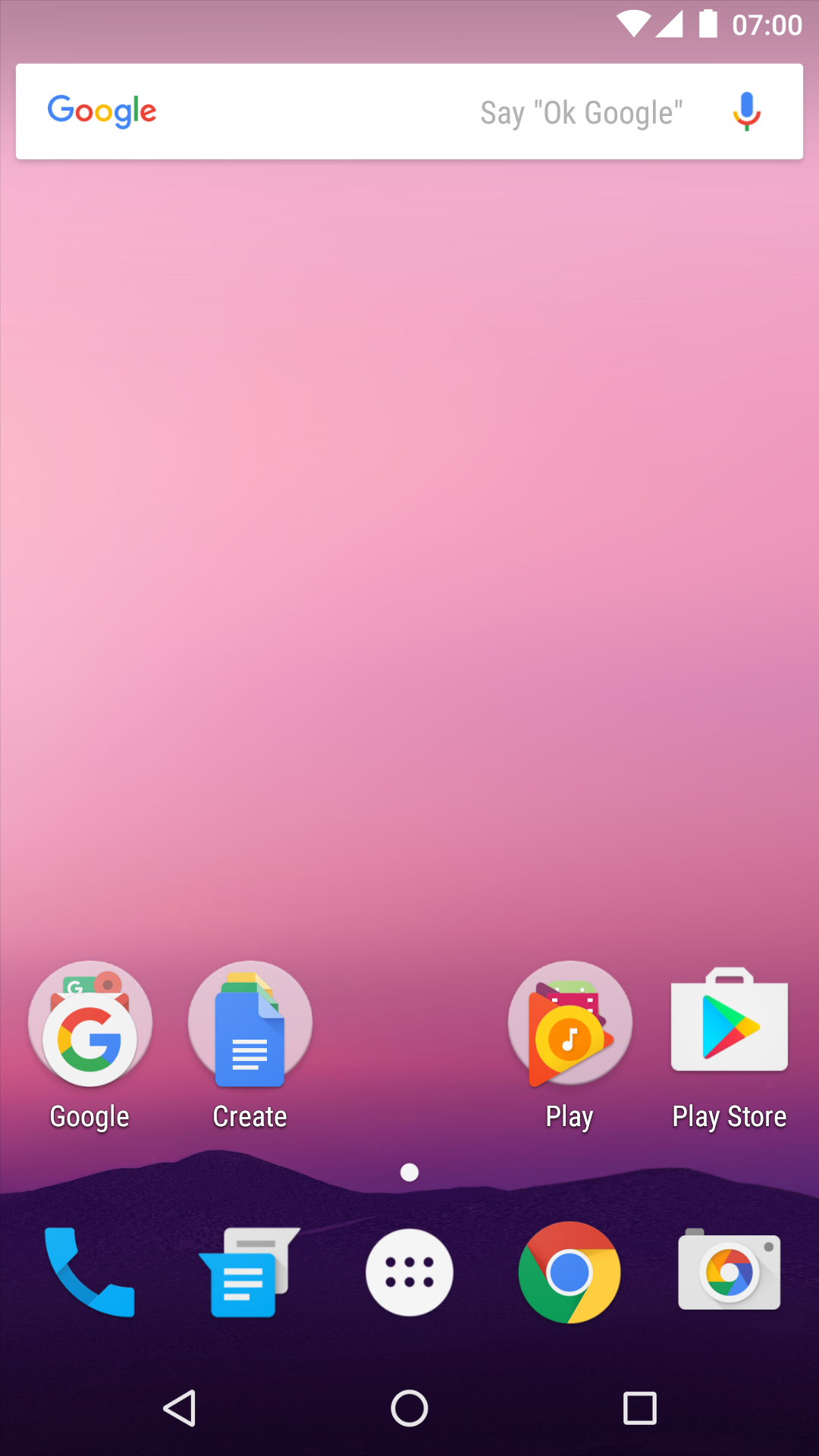
نمایی از نسخهٔ ۷٫۰

اندروید نوقا (به انگلیسی: Android Nougat) یا اندروید ۷ نسخه‌ای از سیستم عامل اندروید است که در اوت ۲۰۱۶ توسط گوگل معرفی شد. در این نسخه گوگل تلاش کرده‌است مشکلات و کاستی‌های اندروید مارشمالو را برطرف کند و موارد جدیدی را هم به آن بیفزاید از جمله موارد زیر:
- امکان تقسیم صفحه‌نمایش (Split-Screen) بین دو اپلیکیشن و استفادهٔ هم‌زمان
- استفاده از هر اپلیکیشنی در molti window
- مسدود سازی اشخاص و شماره‌ها
- باز کردن رابطه کاربری تنظیم کننده سیستم
- بازی easter egg
- تعیین اندازه نمایش متون و آیکون‌ها روی صفحه نمایش
- بهبود پشتیبانی از زبان برنامه‌نویسی جاوا ۸
- کالیبره کردن صفحه نمایش
- استفاده از رمز نگاری فایل‌ها
- قابلیت‌هایی برای کاربران تجاری و کسب و کار
- کامپایلر Jit برای برنامه‌های ART و پشتیبانی از vulkan api برای اپ‌های سه بعدی است. مورد اول باعث بهبود سیستم عامل اندروید است و مورد دوم باعث بهبود ظاهری برای بازی‌های اندروید است.
- تغییر اپلیکیشن توسط دکمه overview گوشی
- کالیبره کردن صفحه نمایش
- دستیار گوگل
- پشتیبانی از یونوکید ۹ و هفتاد ایموجی جدید
- اضافه کردن آیکون‌های بخش تنظیمات سریع زیر نوار اعلان
- قابلیت متوقف کردن موقت و لغو دانلود از نوار اعلان
- منوی کشویی بخش تنظیمات
- مولتی تسک و حالت چند پنجره
- طراحی جدید منوی تنظیمات
- افزودن حالت شبانه (Night Mode) با تم رنگ‌های تیره
- طراحی جدیدی بخش تنظیمات سریع
- دسته‌بندی اعلان‌ها
- طراحی بخش اپ سوییچر برای جابجایی میان آخرین اپلیکیشن‌های استفاده‌شده
- ارتقا حالت Doze
- شروع پروژه «سولت» (Svelte) که هدف آن تخصیص بهینه‌تر حافظه و روان‌تر شدن اندروید است.
- مدیریت استفاده از دیتا اینترنت در پس‌زمینه و امکان کاهش میزان مصرف اینترنت موبایل
- امکان افزودن اطلاعات پزشکی مانند گروه خونی، بیماری‌های خاص، حساسیت‌های دارویی و… برای موارد اضطراری
- ارتقا اپلیکیشن مدیریت فایل برای امکان جابجا کردن فایل یا تغییر دادن نام پوشه‌ها و فایل‌ها
- امکان تغییر سطح زوم صفحه‌نمایش
- اندروید نسخه ۷ در اوت سال ۲۰۱۶ میلادی منتشر شد.[۱۳]

### اندروید ۷٫۱
- حالت Night Light برای آسیب کمتر به چشم در تاریکی
- بهبودهای لمسی و صفحه‌نمایش
- جسچرهای حسگر اثر انگشت
- آپدیت‌های سیستمی بسیار سریع و هوشمند
- پشتیبانی از پلتفرم واقعیت مجازی Daydream
- امکانات بیشتر برای توسعه‌دهندگان: مدیریت میان‌بر اپ‌ها، پشتیبانی از آیکن‌های دایره‌ای، بهبود VR و …
- مدیریت حافظه دستی: شناسایی اپ‌ها و فایل‌های اشغال‌کننده حافظه است.

### اندروید ۸ و ۸٫۱

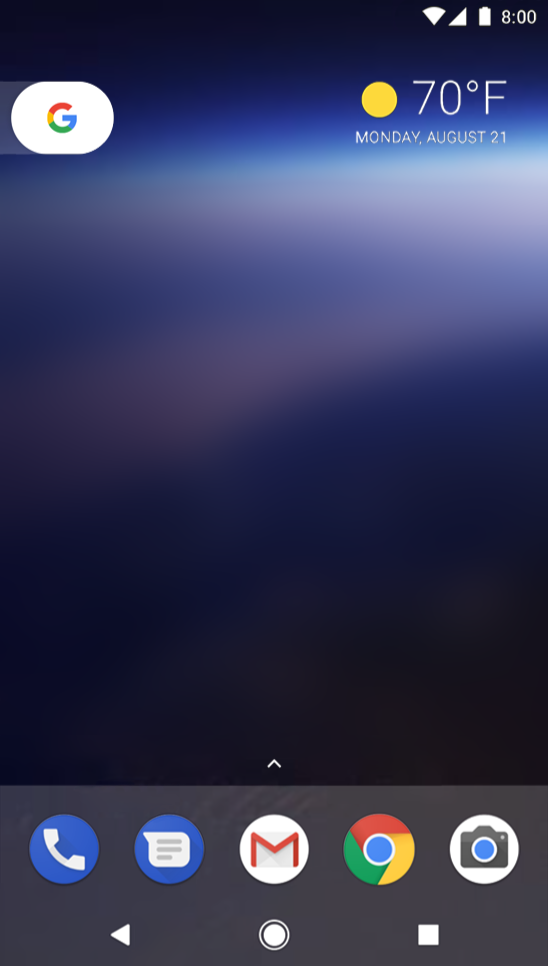
نمایی از نسخه ۸٫۰

اندروید نسخه ۸ با نام Oreo در تاریخ ۲۱ اگوست ۲۰۱۷ معرفی شد.
- اخطار مصرف باتری
- فعال شدن کامل چیپ Visual Core
- تغییرات رابط کاربری
- هوش مصنوعی بهتر با TensorFlow Lite
- بهینه‌سازی برای گوشی‌هایی با ۱ گیگابایت رم
- آیکون‌های انطباقی
- غیرفعال کردن تبلیغات شخصی
- اعلان‌های رنگارنگ
- به اشتراک گذاری آسان فایل‌ها
- کنترل فایل‌های نصبی
- افزایش امنیت پلی استور
- استفاده از اپلیکیشن‌ها بدون نیاز به نصب آن‌ها
- پسورد منیجر برای تمامی اپلیکیشن‌ها
- طیف رنگ وسیع
- صفحه همیشه روشن
- بهبود سیستم (تکمیل خودکار)
- همگام سازی همه داده‌ها روی همه دستگاه‌ها
- خاموش کردن نوتفیکشن‌ها تا زمان دلخواه
- استفاده از میانبرهای جدید برای دوربین
- طراحی مجدد منوی خاموش کردن و ریستارت
- تغییر ظاهر بخش (کمک و پشتیبانی)
- هایلایت شدن منو (تنظیمات حرکتی) در تنظیمات
- فونت‌های قابل دانلود
- نوتفیکشن‌های نقطه ای
- قابلیت‌های صوتی بهبود یافته و اینترنت بهتر
- روشن شدن سریع تر گوشی
- مصرف کمتر برنامه‌ها پس زمینه از دیتا
- شصت ایموجی جدید
- ویجت جدید برای تقویم
- نیمه‌شفاف شدن پنل تنظیمات سریع
- امکان دیدن درصد باتری لوازم جانبی بلوتوثی متصل به گوشی
- نمایش نوار جستجو در تنظیمات
- فونت گوگل سنس جدید
- امکان فیلم‌برداری از صفحه نمایش

### اندروید ۹
اندروید پای (Pie) به‌طور رسمی در تاریخ ۶ اوت ۲۰۱۸ منتشر شد.
- مسیریابی با نقشه در محیط‌های بسته با wifi rtt
- دکمه home جدید و gestureهای انتقالی تازه
- قابلیت dashboard
- قابلیت app timer
- قابلیت do not disturb و shosh
- قابلیت wind down
- پشتیبانی از notch در صفحات نمایش
- قابلیت app actions
- قابلیت slice
- ژست‌های حرکتی (کلیدهای ناوبری سه‌گانه معروف جای خود را به یک آیکون شبیه قرص داده‌اند)
- غیرفعال کردن ضبط مکالمه تلفنی
- کنترل زمان استفاده (نرم‌افزار سلامت دیجیتال)
- توسعه دهندگان برای دسترسی به تاریخچه تماس کاربر باید از او اجازه بگیرند.
- وقتی برنامه ای استفاده زیاد از باتری دارد اعلانی فرستاده می‌شود و برای بستنش از کاربر اجازه می‌خواهد.
- از داخل جستجو اطلاعاتی
- مربوط به داخل اپلیکیشن را نمایش می‌دهد و اجازه استفاده از برخی قابلیت‌های برنامه را می‌دهد.
- هوش مصنوعی برای کاهش مصرف باتری

### اندروید ۱۰
نخستین نسخه آزمایشی اندروید ۱۰ با نام Q در تاریخ ۱۳ مارس ۲۰۱۹ برای تمامی گوشی‌های گوگل پیکسل منتشر شد و نسخه نهایی آن در تاریخ سوم سپتامبر ۲۰۱۹ منتشر شد.
- پشتیبانی بهتر از احراز هویت بیومتریک در برنامه‌ها
- برنامه‌های پس زمینه دیگر نمی‌توانند به پیش زمینه پرش کنند.
- ضبط صفحه نمایش داخلی
- حریم خصوصی بهبود یافته (دسترسی محدود شناسه دستگاه غیرقابل تنظیم مجدد)
- اشتراک گذاری میانبرها (که اشتراک گذاری محتوا با یک مخاطب به‌طور مستقیم اجازه می‌دهد)
- پنل تنظیمات شناور (که اجازه می‌دهد تنظیمات سامانه را مستقیماً از برنامه تغییر دهد)
- قالب عمق پویا برای عکس‌ها (که امکان تغییر پس زمینه را پس از گرفتن عکس می‌دهد)
- پشتیبانی تلفنی قابل حمل برای برنامه‌ها و اندروید خودش
- midia api بومی (امکان تعامل با کنترل‌کننده‌ها موسیقی)
- پشتیبانی از کدک ویدیو av1 و فرمت hdr10+ و کدک صوتی opus

### اندروید ۱۱
اندروید ۱۱ یازدهمین نسخه اصلی سیستم عامل اندروید است. نخستین بار توسط گوگل در ۱۹ فوریه سال ۲۰۲۰ اعلام شد و نخستین پیش نمایش توسعه دهنده در همان روز منتشر شد.
- اضافه شدن چت‌های حبابی
- داشتن ضبط کننده صفحه
- مدیریت سابقه اعلان‌ها
- کنترل‌های جدید مجوزها
- تمایز API بین 5G NR مستقل و 5G غیر مستقل.
- مجوز یکبار مصرف
- بازنشانی خودکار مجوزها
- راه اندازی اندروید اتو (Android Auto) بی‌سیم در دستگاه‌های دارای Wi-Fi 5 گیگاهرتز.[۱۴]
- تعداد مولفه‌های اصلی سیستم عامل قابل بروزرسانی در Google Play از ۶ به ۱۲ افزایش یافته‌است.
- محافظت از حریم خصوصی نمایه کاری سازمانی اکنون در دستگاه‌های متعلق به شرکت اعمال می‌شود.

### اندروید ۱۲
دوازدهمین نسخه اصلی از سیستم عامل اندروید.
- آسان سازی به اشتراک گذاری وای فای.
- پشتیبانی از قالب فایل AVIF image.
- قابلیت اسکرول اسکرین شات (Scroll ScreenShut)
- قابلیت تعیین محدوده موقعیت مکانی به جای موقعیت دقیق
- نوار امنیتی استفاده برنامه ها از میکروفون یا دوربین، در بالای صفحه

### اندروید ۱۳
سيزدهمین نسخه اصلی از سیستم عامل اندروید.
- پالت رنگ سفارشی
- عدم امکان ارسال اعلان برنامه ها پس از نصب به صورت پیش فرض
- کنترل وسایل خانه هوشمند بدون نیاز به باز شدن قفل صفحه
- به جای یک دسترسی کلی به تمام «فایل‌ها و رسانه‌های» ذخیره شده در تلفن، دو دسترسی مجزا به «عکس‌ها و ویدیوها» و «موسیقی و صدا» ایجاد شده
- بهینه‌سازی‌های بیشتر برای دستگاه‌هایی با نمایشگر بزرگ

### اندروید ۱۴
گوگل اندروید ۱۴، چهاردهمين نسخه اصلی از سیستم عامل اندروید را در ۸ فوریه ۲۰۲۳ معرفی کرد و نخستین پیش نمایش توسعه‌دهندگان در همان روز منتشر شد. با شروع این نسخه اندروید، نصب برنامه‌های طراحی شده برای هدف قرار دادن نسخه‌های اندروید و SDK های قدیمی تر از اندروید مارشمالو (۶.۰) برای جلوگیری از بدافزار مسدود شده است.